# Король (фильм, 2017, США)
«Король» (англ. The King) — американский документальный фильм об Элвисе Пресли и Америке времён его карьеры режиссёра Юджина Джареки. Мировая премьера состоялась на Каннском кинофестивале 2017 года. Премьера в США прошла на кинофестивале Сандэнс в 2018 году. В американский кинопрокат лента вышла 22 июня того же года. Между его премьерой в Каннах и выходом в кинотеатрах название фильма было изменено с «Земли обетованной» (англ. Promised Land) на «Короля».
На 61-й церемонии «Грэмми» в 2019 году «Король» был номинирован в категории «Лучший музыкальный фильм».

## Сюжет
Зритель следует за режиссёром Юджином Джареки, когда он путешествует на Rolls-Royce Phantom V 1963 года, когда-то принадлежавшем Элвису Пресли, по различным городам по всей Америке, включая Тьюпело, Мемфис, Нью-Йорк и Лас-Вегас.

## Сборы
В первый уик-энд фильм собрал $29 050 в двух нью-йоркских кинотеатрах (в среднем $14 525 с каждого), что стало третьим показателем уик-энда и одним из лучших в году для документальных фильмов.

## Критический приём
На сайте Rotten Tomatoes фильм имеет рейтинг 78 % на основе 86 рецензий критиков со средней оценкой 7,2 из 10. Критики пришли ко мнению, что «„Король“ следует своей смелой идее, и хоть повествование идёт неровно, но являет собой провокационный и проницательный взгляд на современную Америку». На Metacritic фильм имеет средневзвешенную оценку 70 из 100, основанную на 30 отзывах, что указывает на «в целом благоприятные отзывы».